# Rue Jussieu (Paris)
Pour les articles homonymes, voir Rue Jussieu.
La rue Jussieu est une voie du 5e arrondissement de Paris située dans le quartier Saint-Victor.

## Situation et accès
Longue de 413 mètres, elle commence au 12, rue Cuvier et se termine au 35, rue du Cardinal-Lemoine. 
La rue Jussieu est desservie par les lignes 7 et 10 à la station Jussieu.

## Origine du nom

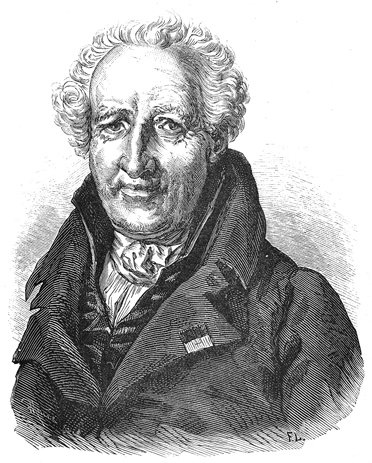
Antoine-Laurent de Jussieu.

Elle porte le nom d'Antoine-Laurent de Jussieu (1748-1836), membre de l'Académie des Sciences, professeur de botanique au Muséum national d'histoire naturelle.

## Historique
La partie entre la rue des Fossés-Saint-Bernard et l'actuelle place Jussieu faisait partie de la rue du Faubourg-Saint-Victor car elle menait à l'abbaye Saint-Victor.
En 1760, cette partie est rattachée à la rue Saint-Victor.
Après la destruction des vestiges de l'abbaye lors de la reconstruction de la halle aux vins, une nouvelle voie est percée en 1838 entre une nouvelle place (l'actuelle place Jussieu) et la rue Cuvier. 
En 1869, la partie de la rue Saint-Victor comprise entre la place Jussieu et la rue du Cardinal Lemoine est rattachée à la rue Jussieu.

## Bâtiments remarquables et lieux de mémoire
- Le campus de Jussieu de l'université Pierre-et-Marie-Curie, dont l'Institut de physique du globe de Paris.
- La libraire Avicenne.
- Au no 29 se trouvait une ancienne salle paroissiale nommée « L'Ermitage », où se réunirent un temps le club des Hydropathes, puis les fondateurs de la revue L'Ermitage, et enfin la troupe du théâtre de Lutèce, actif de 1956 à 1976[5].

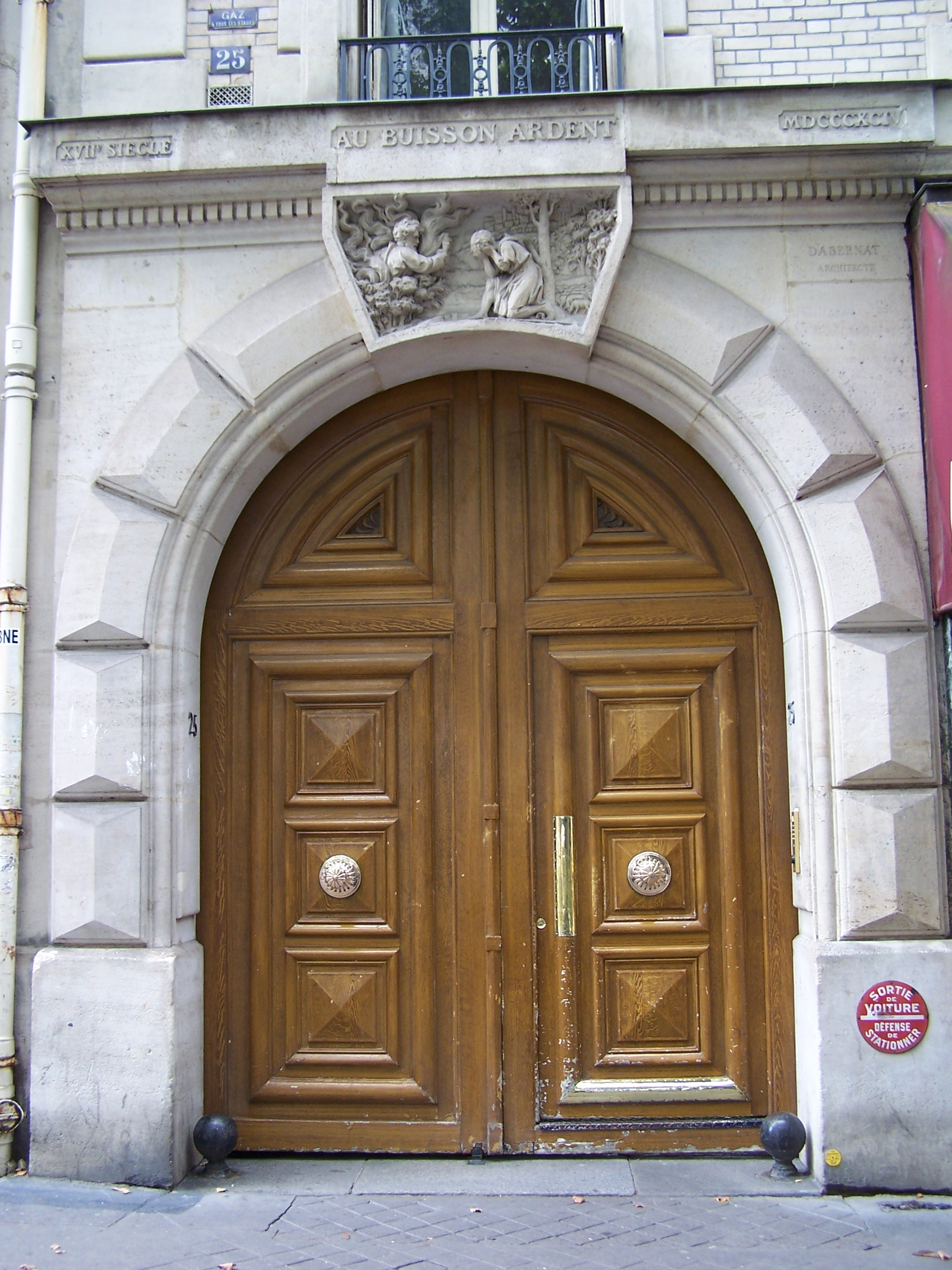
Entrée au no 25 et son bas-relief du Buisson ardent
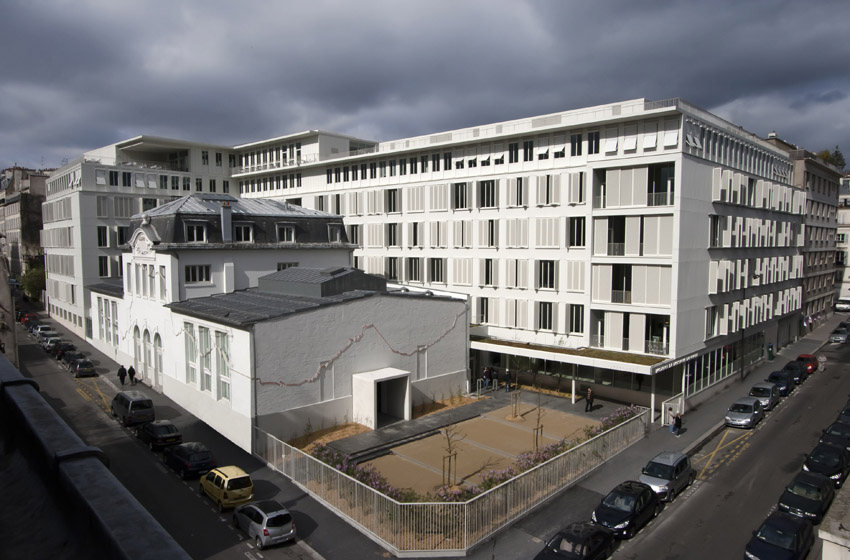
L'Institut de physique du globe de Paris.